# SS Ventnor
El SS Ventnor fue un buque de vapor de carga británico construido en Escocia en 1901 que naufragó frente a Nueva Zelanda en 1902 con la pérdida de 13 miembros de su tripulación. Su carga incluía los cuerpos de 499 mineros del oro que habían muerto en Nueva Zelanda y estaban siendo repatriados a China. El naufragio puso fin a la práctica de exhumar restos humanos en masa en Nueva Zelanda y devolverlos a China.

## Hundimiento

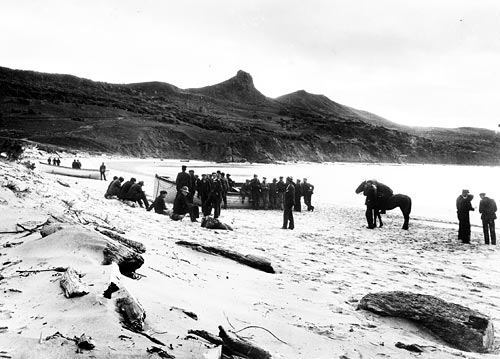
Botes salvavidas de Ventnor en tierra después de que se hundiera

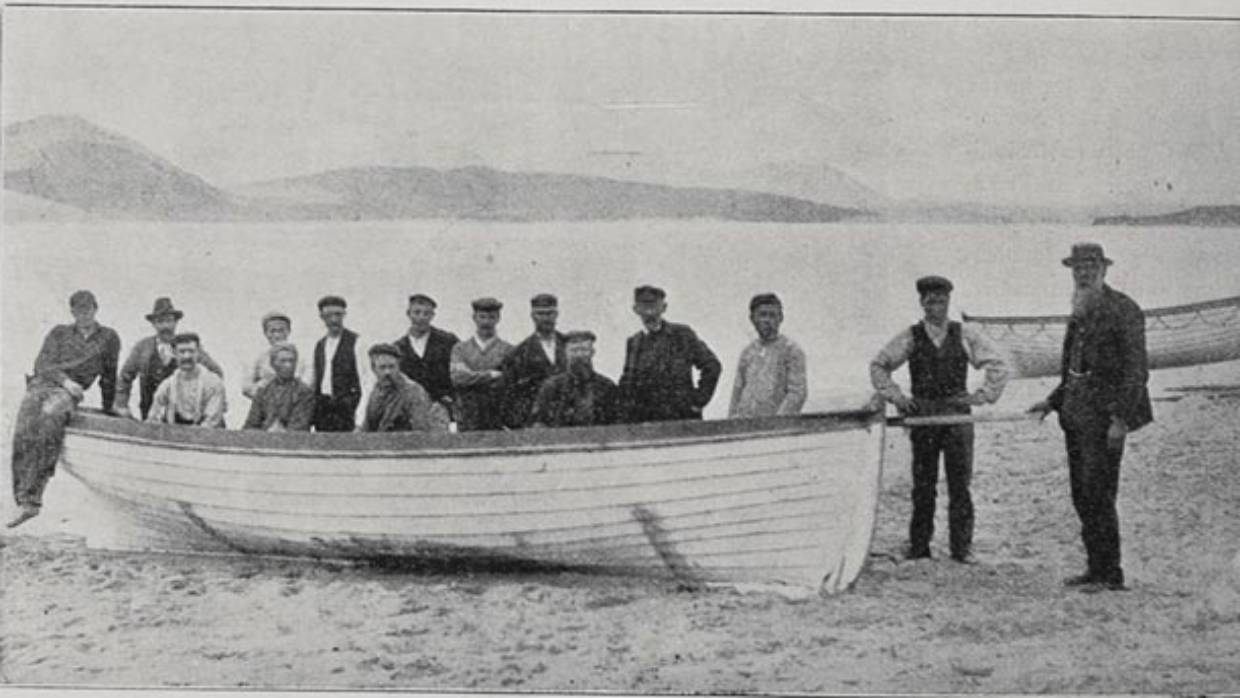
14 supervivientes y (derecha) un residente local con los dos primeros botes salvavidas en llegar a la orilla.

La asociación benéfica Cheong Sing Tong fletó el Ventnor para devolver los restos de 499 cadáveres exhumados de 40 cementerios de Nueva Zelanda a sus hogares en el sur de China. Estos hombres, en su mayoría mineros del oro, procedían de los distritos de Poon Yu y Jung Seng, en la provincia de Guangdong. Nueve ancianos chinos iban también a bordo como "ayudantes de ataúd", cuidando de los huesos durante el tránsito de vuelta a China. El resto de la carga constaba de "5.347 toneladas de carbón para el Almirantazgo en Hong Kong, 144 sacos y 22 fardos de hongos, un fardo de estopa y un fardo de lino".
El Ventnor zarpó de Wellington rumbo a Hong Kong el 26 de octubre de 1902. Alrededor de las 12:30 de la mañana del día siguiente quedó encallado en un arrecife frente a la costa sur del cabo Egmont. Se liberó por sus propios medios, pero el agua se filtraba en su bodega número uno. Sin embargo, Wellington no disponía de un astillero adecuado para repararlo, por lo que su capitán, HG Ferry, decidió continuar hasta Auckland en lugar de regresar o dirigirse a Nueva Plymouth o al puerto de Manukau.
El agua subió en la bodega número uno más rápido de lo que sus bombas podían extraerla, lo que provocó que el Ventnor se asentara junto a la cabeza. Al anochecer del día siguiente, el barco era ingobernable, sus tanques de lastre estaban llenos y se hundía. Se ordenó a toda la tripulación que abandonara el barco, que se hundió a unas 9 millas náuticas (16 km) de la costa, a 147 m (482 pies) de profundidad, cerca de Hokianga Heads, el 27 de octubre a las 20:45. Dos botes salvavidas, uno al mando del primer oficial, llegaron a la playa de Ōmāpere. Más tarde, un tercer bote salvavidas llegó a tierra sano y salvo, pero otro volcó ahogando a 13 personas, entre ellas el capitán Ferry y cinco de los nueve ancianos chinos. En un primer momento no se recuperó ninguno de los cadáveres de los chinos.